# Kruipwilgvaalhoed
De kruipwilgvaalhoed (Hebeloma nigellum) is een schimmel in de familie Hymenogastraceae. Hij vormt ectomycorrhiza met kruipwilg (Salix repens).

## Kenmerken

### Uiterlijke kenmerken
Steel
De steel heeft een lengte van (9) 11–44 (50) en een dikte van 1–3 (4) µm. De kleur is donkerbruin met olijfachtige tint. Cortina is duidelijk aanwezig bij volwassen exemplaren.
Geur
Verse exemplaren hebben geen geur.

### Microscopische kenmerken
De sporen zijn amygdaloïde, eivormig of ellipsvormig en rugose en meten 11–13 × 6,5–7 μm met een Q-getal van gemiddeld 1,56 tot 1,86. Cheilocystidia zijn aanwezig en pleurocystidia meestal niet aanwezig. Het hyfensysteem is een Ixocutis. De basidia meten (21) 23–40 (45) × (6) 7–11 μm met een Q-getal van 2,9 tot 4,0.

## Verspreiding
In Nederland komt de kruipwilgvaalhoed zeldzaam voor. Hij staat op de rode lijst in de categorie 'Gevoelig'.